# Алекс Мерет
Алекс Мерет (итал. Alex Meret; Удине, 22. март 1997), италијански фудбалски голман. Игра за Наполи и италијанску репрезентацију.
Фудбалом је почео да се бави у аматерском клубу Донатело калчо пре него што се придружио млађим редовима Удинезеа 2012. године. Прошавши кроз клупску академију, први сениорски наступ имао је 2015. Као позајмљени играч у два наврата је играо за СПАЛ; том клубу је помогао да освоји титулу у Серији Б 2017. и тиме обезбеди промоцију у виши ранг. Потписао је за Наполи 2018.
Мерет је представљао Италију у неколико млађих категорија а први пут је наступио за сениорски тим Азура 2019. године. Са репрезентацијом је освојио Европско првенство 2020.

## Статистика

### У клубовима
Ажурирано 8. новембра 2023.
| Клуб             | Сезона    | Првенство | Првенство | Првенство | Национални куп | Национални куп | Континентални куп | Континентални куп | Остало  | Остало | Укупно  | Укупно |
| Клуб             | Сезона    | Лига      | Наступи   | Голови    | Наступи        | Голови         | Наступи           | Голови            | Наступи | Голови | Наступи | Голови |
| ---------------- | --------- | --------- | --------- | --------- | -------------- | -------------- | ----------------- | ----------------- | ------- | ------ | ------- | ------ |
| Удинезе          | 2015/16.  | Серија А  | 0         | 0         | 2              | 0              | —                 | —                 | —       | —      | 2       | 0      |
| СПАЛ (позајмица) | 2016/17.  | Серија Б  | 30        | 0         | 2              | 0              | —                 | —                 | —       | —      | 32      | 0      |
| СПАЛ (позајмица) | 2017/18.  | Серија А  | 13        | 0         | 0              | 0              | —                 | —                 | —       | —      | 13      | 0      |
| СПАЛ (позајмица) | Укупно    | Укупно    | 43        | 0         | 2              | 0              | 0                 | 0                 | 0       | 0      | 45      | 0      |
| Наполи           | 2018/19.  | Серија А  | 14        | 0         | 1              | 0              | 6                 | 0                 | —       | —      | 21      | 0      |
| Наполи           | 2019/20.  | Серија А  | 22        | 0         | 1              | 0              | 6                 | 0                 | —       | —      | 29      | 0      |
| Наполи           | 2020/21.  | Серија А  | 22        | 0         | 1              | 0              | 5                 | 0                 | 0       | 0      | 28      | 0      |
| Наполи           | 2021/22.  | Серија А  | 7         | 0         | 1              | 0              | 7                 | 0                 | —       | —      | 15      | 0      |
| Наполи           | 2022/23.  | Серија А  | 34        | 0         | 1              | 0              | 10                | 0                 | —       | —      | 45      | 0      |
| Наполи           | 2023/24.  | Серија А  | 11        | 0         | 0              | 0              | 4                 | 0                 | 0       | 0      | 15      | 0      |
| Наполи           | Укупно    | Укупно    | 110       | 0         | 5              | 0              | 38                | 0                 | 0       | 0      | 153     | 0      |
| Свеукупно        | Свеукупно | Свеукупно | 153       | 0         | 9              | 0              | 38                | 0                 | 0       | 0      | 200     | 0      |

### У репрезентацији
Ажурирано 16. новембра 2022.
| Репрезентација | Година | Наступи | Голови |
| -------------- | ------ | ------- | ------ |
| Италија        |        |         |        |
| 2019.          | 1      | 0       |        |
| 2020.          | 0      | 0       |        |
| 2021.          | 1      | 0       |        |
| 2022.          | 1      | 0       |        |
| Укупно         | Укупно | 3       | 0      |

## Успеси

### Клупски
СПАЛ
- Серија Б (1): 2016/17.[5]

Наполи
- Серија А (1): 2022/23.
- Куп Италије (1): 2019/20.

### Репрезентативни
Италија
- Европско првенство (1): 2020.

Италија до 19
- Друго место на Европском првенство до 19 година (1): 2016.

### Појединачни
- Идеална екипа на Европском првенство до 19 година (1): 2016.
- Голман године у Серији Б (1): 2016/17.
- Идеална млада екипа у Лиги шампиона (1): 2019.<ref>„Champions League breakthrough team of 2019”. UEFA. 30. 12. 2019. Архивирано из оригинала 30. 12. 2019. г. Приступљено 5. 7. 2021.</ref